# 舍佩京
50°11′20″N 25°45′35″E / 50.18889°N 25.75972°E
舍佩京（烏克蘭語：Шепетин），是烏克蘭的村落，位於該國西北部羅夫諾州，由杜布諾區負責管轄，面積1.27平方公里，海拔高度224米，2001年人口609，人口密度每平方公里479.53人。